# Epiphile negrina
Epiphile negrina är en fjärilsart som beskrevs av Felder 1862. Epiphile negrina ingår i släktet Epiphile och familjen praktfjärilar. Inga underarter finns listade i Catalogue of Life.